# يوشيو فوكوي
يوشيو فوكوي (باليابانية: 福井義男؛ بالكانا: ふくい よしお) هو طيار ياباني، ولد في 10 أبريل 1913 في كاغاوا في اليابان، وتوفي بنفس المكان في 30 يونيو 1989.